# Asterodiscides
Genre
Asterodiscides est un genre d'étoiles de mer de la famille des Asterodiscididae.

## Description et caractéristiques

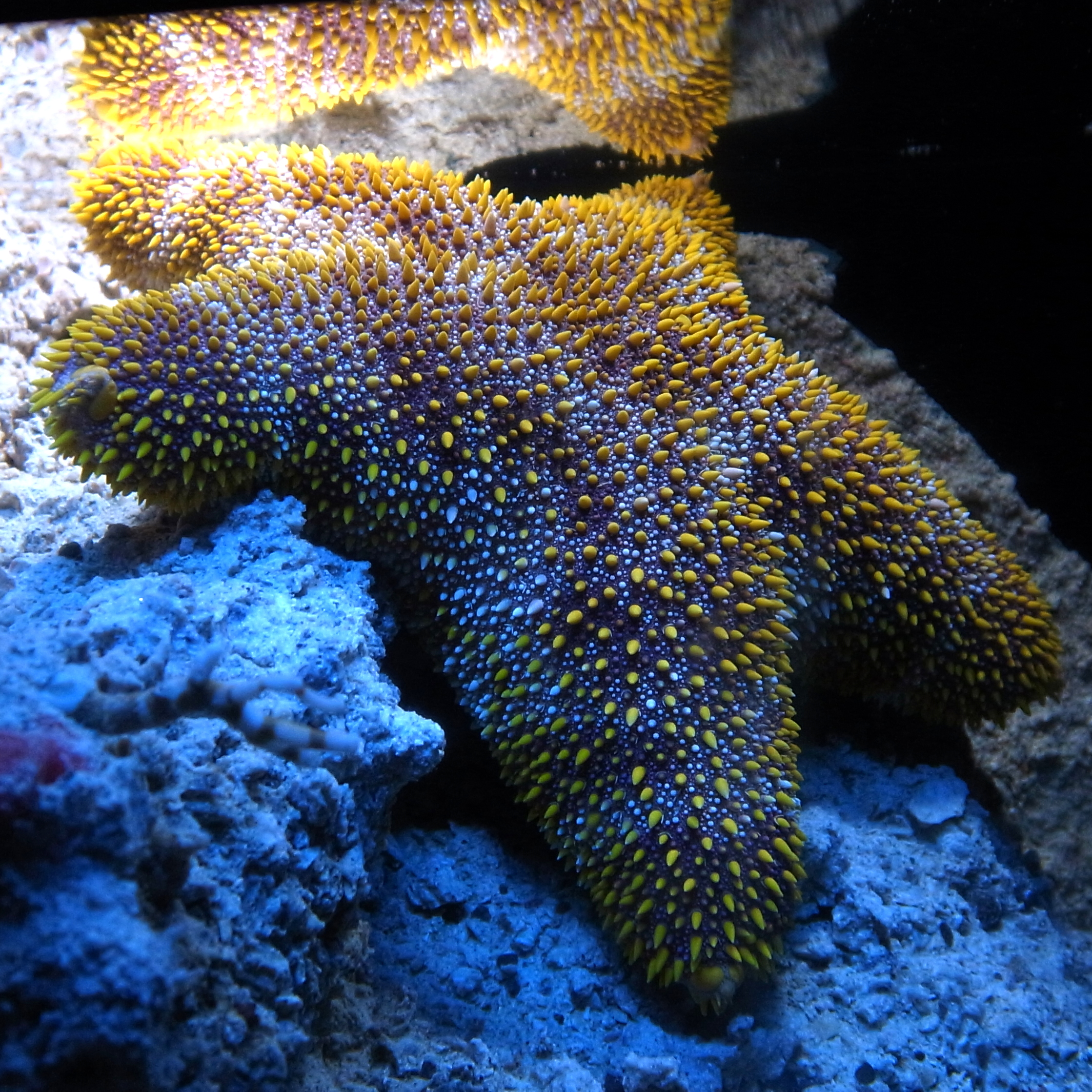
Asterodiscides japonicus.

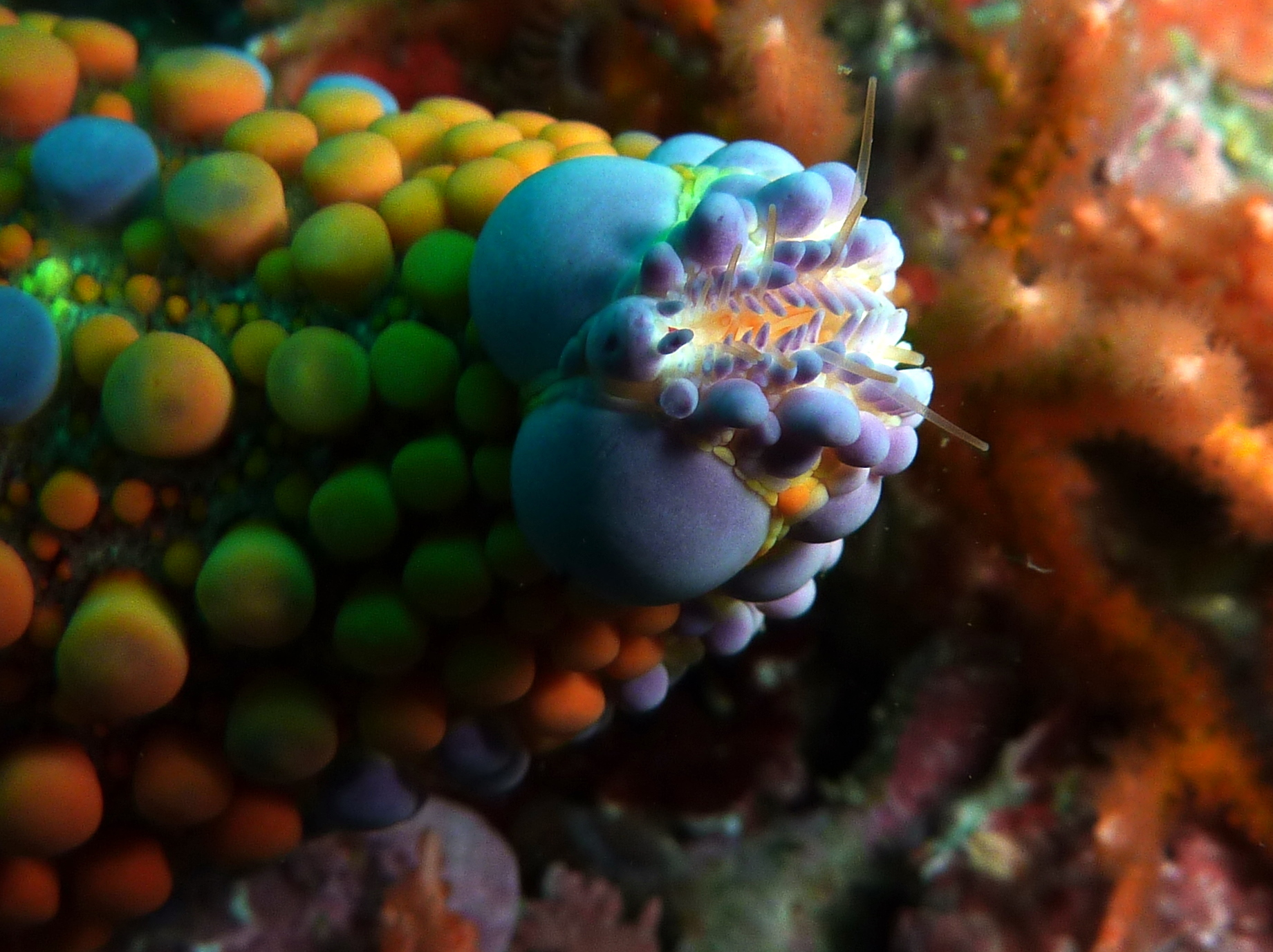
Ces deux grosses plaques supéromarginales terminales sont typiques de la famille (ici Asterodiscides truncatus).

Ce sont d'assez grosses étoiles en forme de coussins, constituées d'un gros disque central bombé et de cinq bras courts et pointus, terminés par deux grosses plaques lisses en forme d'ongles. Tout leur corps est couvert de plaques modifiées en gros boutons calcaires (de taille et de forme variable suivant les espècs), qui protègent cette étoile des prédateurs (et offrent éventuellement un abri pour de petits symbiotes). 
Ce sont des étoiles d'eaux assez profondes (surtout entre les tropiques), mais certaines espèces peuvent vivre à des profondeurs qui permettent aux plongeurs de les observer. On sait encore peu de choses de leur biologie. 

## Liste des espèces
Selon World Register of Marine Species (3 août 2014) :
- Asterodiscides belli Rowe, 1977 -- Océan Indien occidental (syn. Asterodiscides elegans belli)
- Asterodiscides bicornutus Lane & Rowe, 2009 -- Vanuatu (105-135 m)
- Asterodiscides cherbonnieri Rowe, 1985 -- Sud de Madagascar (50-120 m)
- Asterodiscides crosnieri Rowe, 1985 -- Nord-ouest de Madagascar (150 m)
- Asterodiscides culcitulus Rowe, 1977 -- Australie occidentale (30-200 m)
- Asterodiscides elegans (Gray, 1847) -- espèce type[3] (Pacifique ouest)
- Asterodiscides fourmanoiri Rowe, 1985 -- Sud de Madagascar (55-115 m)
- Asterodiscides grayi Rowe, 1977 -- Australie orientale (~75m)
- Asterodiscides helonotus (Fisher, 1913) -- Philippines et Japon
- Asterodiscides japonicus Imaoka, Irimura, Okutani, Oguro, Oji & Kanazawa, 1991 -- Japon
- Asterodiscides lacrimulus Rowe, 1977 -- Socotra (75-175 m)
- Asterodiscides macroplax Rowe, 1985 -- Australie occidentale
- Asterodiscides multispinus Rowe, 1985 -- Australie nord-est (23-40 m)
- Asterodiscides pinguiculus Rowe, 1977 -- Australie occidentale (brune)
- Asterodiscides soleae Rowe, 1985 -- Australie occidentale (20-80 m)
- Asterodiscides tessellatus Rowe, 1977 -- océan indien occidental (profonde, rose)
- Asterodiscides truncatus (Coleman, 1911) -- Sud-est de l'Australie et Nouvelle-Zélande (14–792 m)
- Asterodiscides tuberculosus (Fisher, 1906) -- Hawaii (59-396 m)

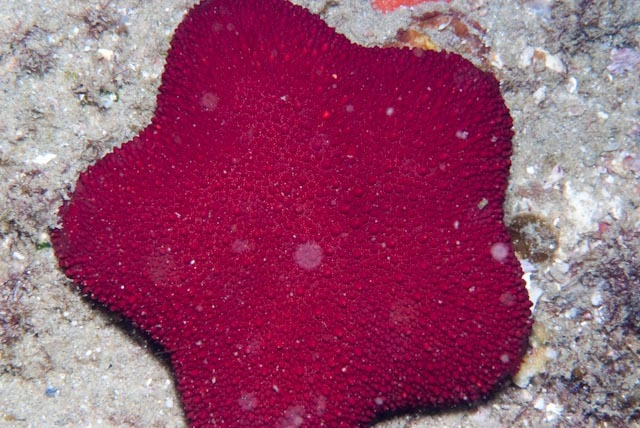
Asterodiscides belli.
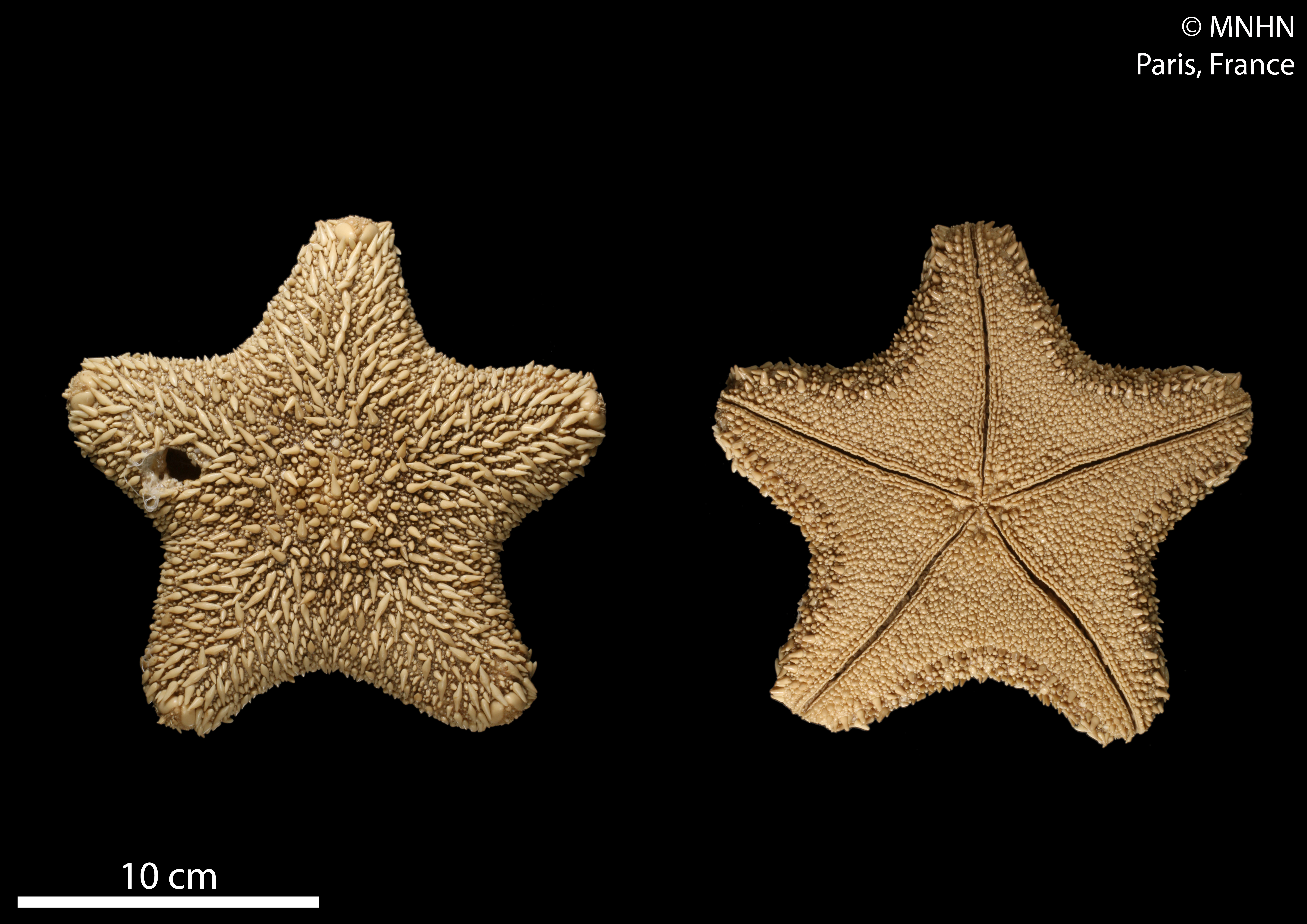
Asterodiscides bicornutus.
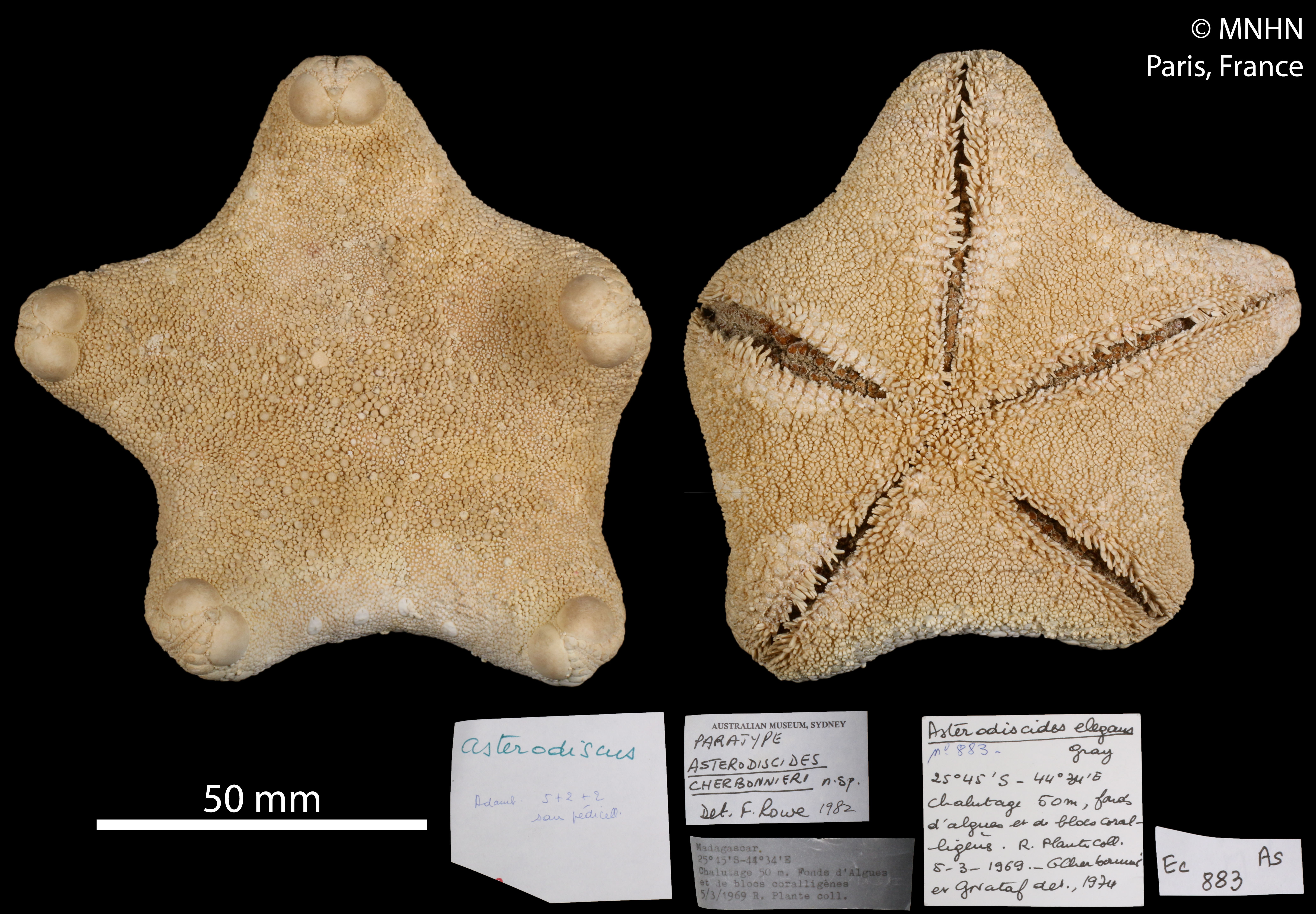
Asterodiscides cherbonnieri.
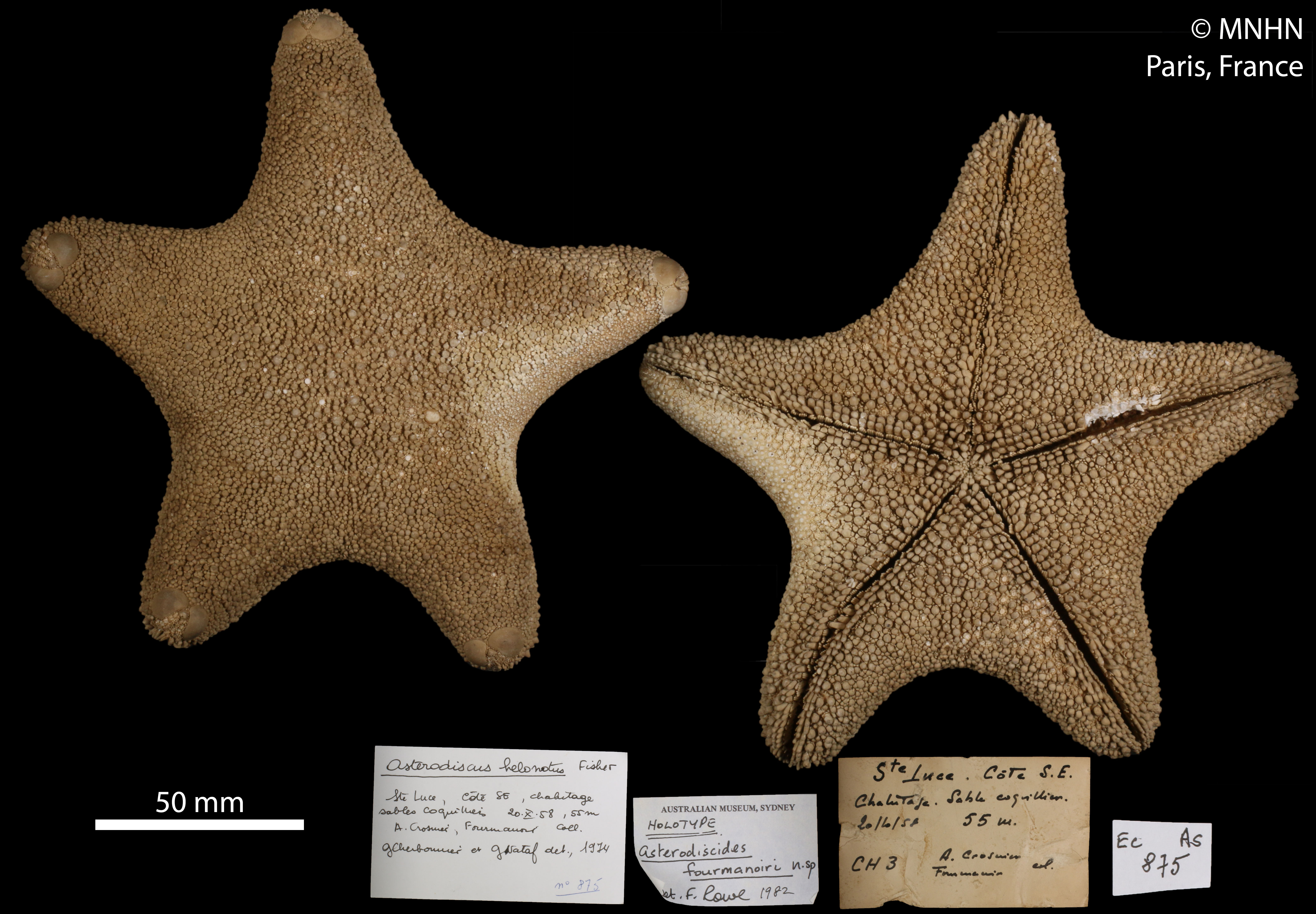
Asterodiscides fourmanoiri.
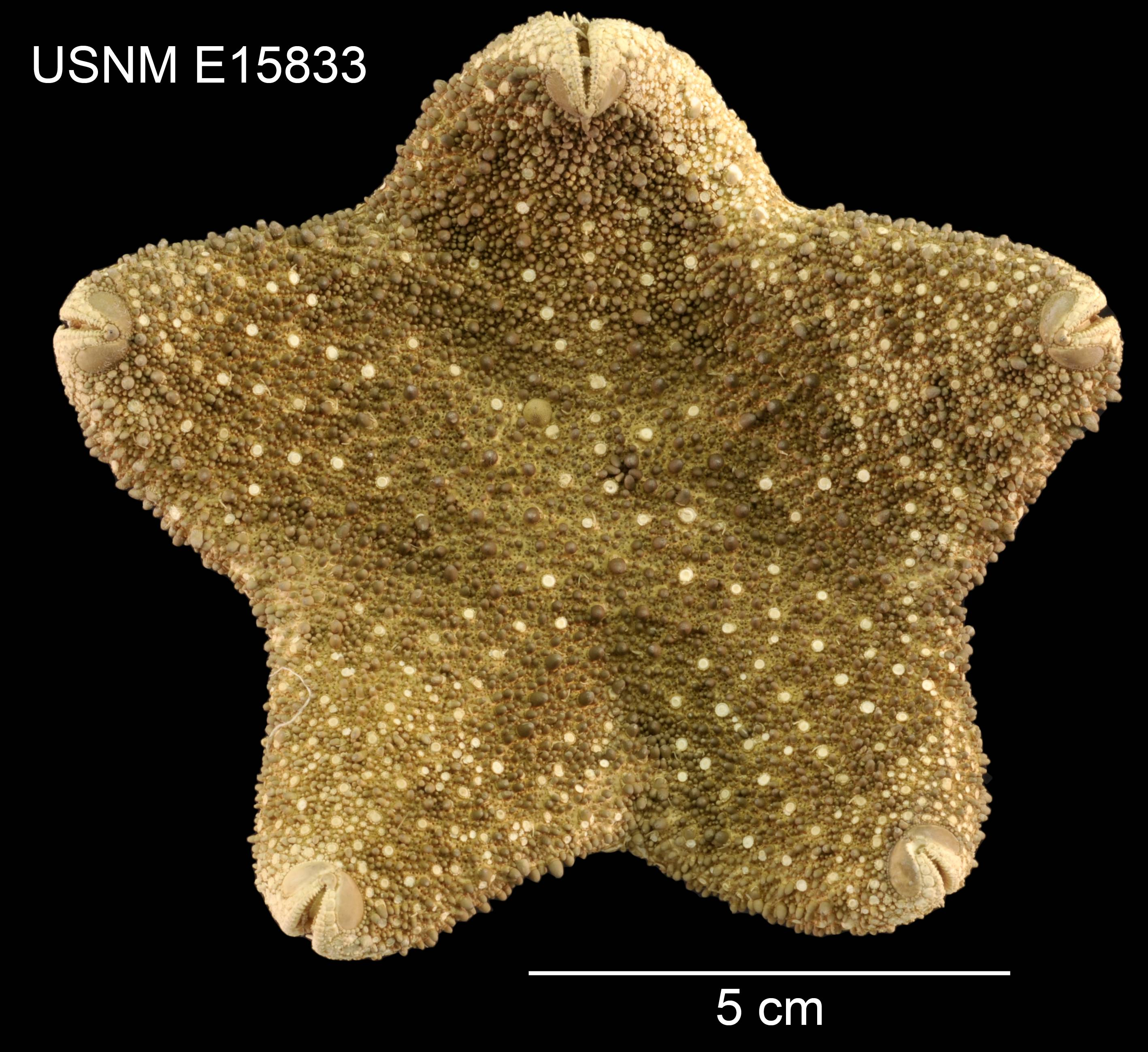
Asterodiscides lacrimulus.
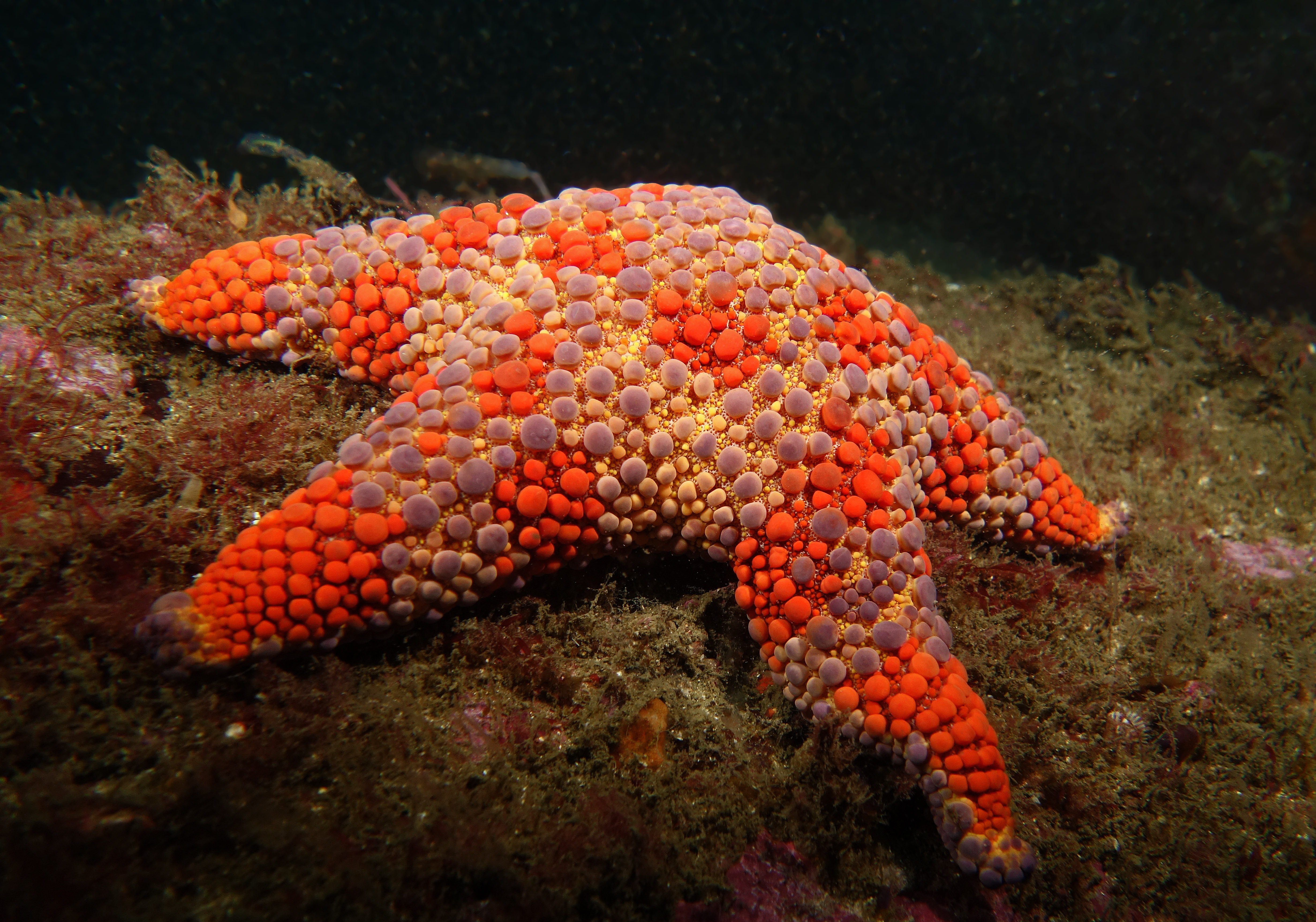
Asterodiscides truncatus.

## Référence taxonomique
- (en) WoRMS : Asterodiscides A. M. Clark, 1974 (+ liste espèces)
- (en) Animal Diversity Web : Asterodiscides
- (en) Catalogue of Life : Asterodiscides A. M. Clark, 1974 (consulté le 10 avril 2023)

## Publication originale
- (en) Ailsa McGown Clark, « Notes on some echinoderms from southern Africa », Bulletin of the British Museum (Natural History), zoology, Londres, Inconnu, vol. 26,‎ 1974, p. 421–487 (ISSN 0007-1498, OCLC 1328029, DOI 10.5962/BHL.PART.209, lire en ligne).